# Cephalotaxus harringtonii
Cephalotaxus harringtonii, conhecido popularmente como teixo-de-hokkaido, é uma espécie de conífera da família Cephalotaxaceae.
Pode ser encontrada nos seguintes países: China e Japão.

## Taxonomia
O teixo-ameixa japonês foi inicialmente considerado um teixo quando foi parcialmente descrito por Thomas Andrew Knight em 1839 e, como tal, foi nomeado Taxus harringtonii. Foi reclassificado por Philipp Franz von Siebold e Joseph Gerhard Zuccarini em 1846 com um novo nome específico, Cephalotaxus drupacea. Alguns botânicos consideram C. koreana e C. sinensis como sinônimos de C. harringtonii. Embora normalmente encontrado sob o nome Cephalotaxus harringtonia, esse nome viola as regras gramaticais do Latim Botânico e, em 2012, foi corrigido para Cephalotaxus harringtonii. No entanto, essa opinião ainda não é universalmente aceita pelos taxonomistas e, portanto, é aceitável usar Cephalotaxus harringtonia até que uma posição definitiva seja acordada.

## Distribuição e habitat
Cephalotaxus harringtonii está presente no Japão. Dentro do Japão, a árvore varia de Kyūshū no sul até Hokkaidō no norte. Mais especificamente, é encontrada em Hondo, na Prefeitura de Chiba, no Monte Kiyosumi, que está localizado no Distrito de Awa dentro da Província de Awa. Também é encontrada na Prefeitura de Nagasaki e na Prefeitura de Hiroshima. A variedade nana é encontrada no leste de Honshū, bem como em Hokkaidō, mais notavelmente em penhascos à beira-mar e em áreas montanhosas. Elas prosperam em sombra parcial em solos profundos e ricos.